# پولونه (ایتالیا)
پولونه (به ایتالیایی: Pollone) یک کومونه در ایتالیا است که در استان بیه‌لا واقع شده‌است. پولونه ۱۶٫۴ کیلومتر مربع مساحت و ۲٬۲۰۸ نفر جمعیت دارد.